# La Selva del Camp
La Selva del Camp – gmina w Hiszpanii, w prowincji Tarragona, w Katalonii, o powierzchni 35,2 km². W 2011 roku gmina liczyła 5619 mieszkańców.